# Flaga Francji
Flaga Francji – jeden z symboli państwowych Republiki Francuskiej, często nazywana Tricolore (pol. Trójkolorowa) lub Le drapeau tricolore (pol. flaga trójkolorowa). Flaga jest również symbolem wszystkich francuskich terytoriów zależnych.

## Wygląd i symbolika

### Wygląd
Flaga Republiki Francuskiej jest prostokątem o proporcjach 2:3, podzielonym na trzy równe, pionowe pasy: niebieski, biały i czerwony.

### Symbolika
Flaga, podobnie jak większość wczesnych flag państwowych, nie ma oficjalnej symboliki. Kolor biały najprawdopodobniej nawiązuje do wcześniejszej białej flagi królewskiej Burbonów, a kolory czerwony i niebieski to tradycyjne kolory Paryża. Barwy te są oficjalnie wiązane z ideałami rewolucji francuskiej: wolnością, równością i braterstwem.

## Historia
Podczas ancien régime'u Francja używała wielu flag, opartych na herbie, czyli niebieskiej tarczy z trzema złotymi fleur-de-lis. Gdy rządzącą dynastią stała się dynastia Burbonów, dawne symbole zaczęto łączyć z kolorem białym.
Po rewolucji francuskiej flaga uległa jednak radykalnym zmianom, odzwierciedlającym zmiany zachodzące w społeczeństwie, polityce i gospodarce francuskiej. W 1790 roku, jako bandera wojenna, została przyjęta trzykolorowa, czerwono-biało-niebieska flaga, zainspirowana flagą Holandii oraz łącząca tradycyjne barwy Paryża i biel Burbonów. Cztery lata później podobna flaga, z nieco zmienionym układem pasów, niebiesko-biało-czerwona, została przyjęta jako flaga państwowa. Uznano ją za symbol reprezentujący wszystkie z zasad wyznawanych przez rewolucję – wolność, równość, braterstwo, demokrację, sekularyzm i modernizację. Kolory niebieski, biały i czerwony przyjęły za swój symbol również kolonie francuskie i niektóre zainspirowane państwa, m.in. Kostaryka.
Po zwycięstwach Napoleona I pod Tricolore, Restauracja Burbonów doprowadziła do zmiany wszystkich symboli państwowych. Flagą państwową ponownie stała się biała flaga, jednak rewolucja z 1830 roku, która posadziła na tronie Ludwika Filipa I, przywróciła flagę trzykolorową. W roku 1848 kolory flagi zostały zamienione miejscami (pasy niebiesko-czerwono-białe), jednak od 5 marca tego samego roku Tricolore stała się oficjalnie flagą państwową Francji i wszystkich terytoriów pod jej kontrolą. W 2020 roku zmieniono lekko odcień niebieskiego użyty we fladze.

## Historyczne wersje flagi[a]

Jedna z wersji bojowego proporca Oriflamme używanego przez króla w Królestwie Francji w latach 1124–1356
Flaga Francji pod panowaniem dynastii Kapetyngów w XII i XIII wieku
Flaga Francji Kapetyngów w XIV, XV i XVI wieku
Królewska flaga Francji pod panowaniem Burbonów, w latach 1589–1792 i 1815–1848
Wzór flagi królewskiej z lat 1648–1790
Wariant wzoru flagi królewskiej z lat 1648–1790
Drugi wariant wzoru flagi królewskiej z 1648 roku
Bandera wojenna używana podczas rewolucji francuskiej w latach 1790–1794, a w latach 1794–1799 flaga 1 Republiki Francuskiej
Flaga królewska z 1814 (Restauracja Burbonów)
Flaga używana od 24 lutego do 5 marca 1848 roku
Sztandar prezydencki Philippe Pétaina za czasów Francji Vichy 1940–1944
Flaga Wolnej Francji w latach 1940–1944
Jaśniejszy wariant flagi, używany w latach 1976–2020

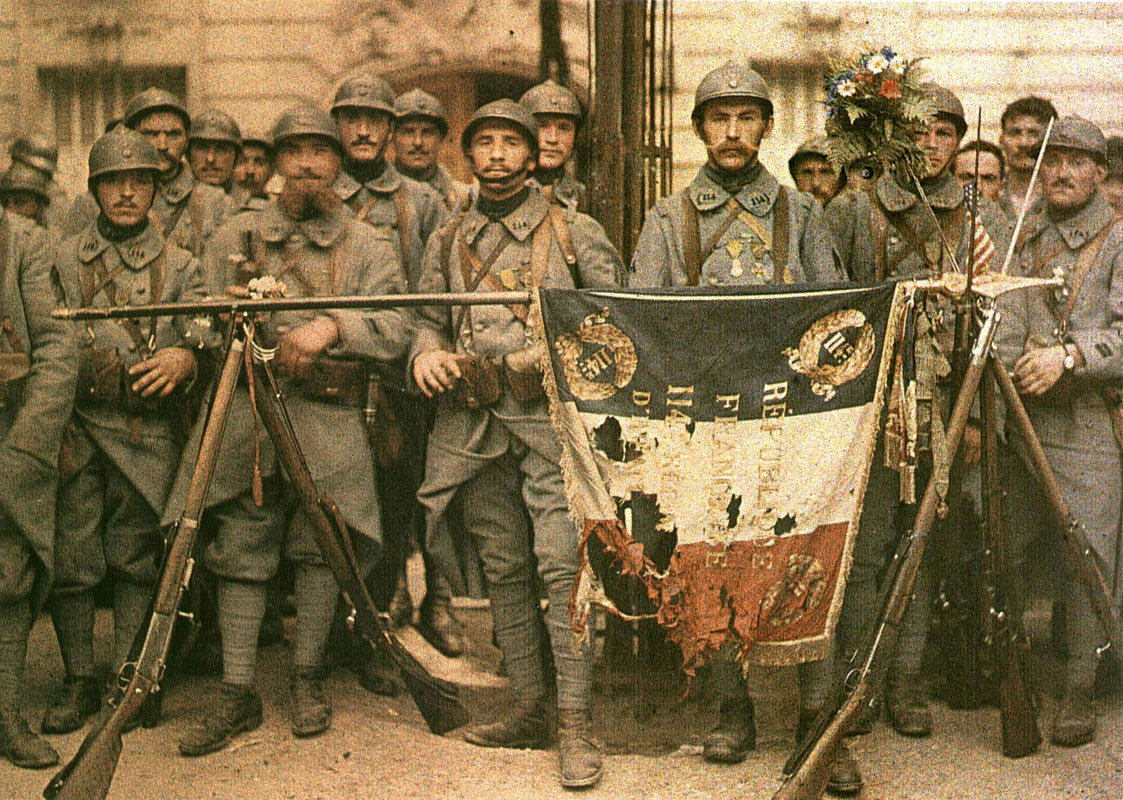
Barwy Francji prezentowane przez wojsko w Paryżu podczas I wojny światowej na autochromie braci Lumière

Flaga Francji wyeksponowana przez mieszkańców Cherbourga po ich wyzwoleniu przez Amerykanów podczas lądowania w Normandii w 1944

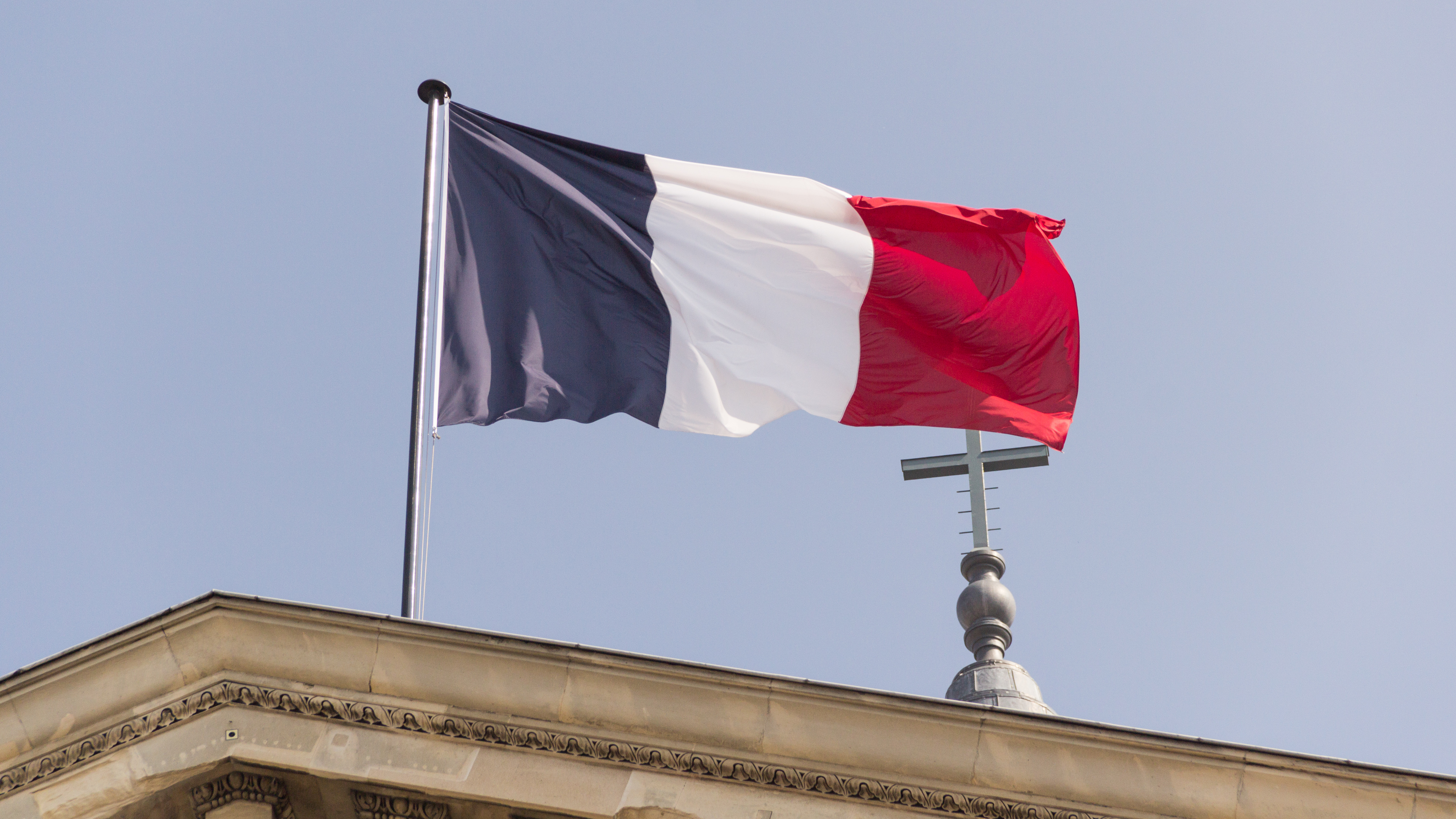
Flaga Francji na Panteonie w Paryżu